# S'ozzastru
S'ozzastru (l'oléastre en langue sarde) est le nom donné au plus ancien olivier parmi d'autres tous millénaires, situés à Santu Baltòlu di Karana sur le territoire de la commune italienne de Luras, dans la Province de Sassari en Sardaigne, à proximité du lac Liscia et de la chapelle San Bartolomeo,. Une estimation lui attribue un âge de 3 000 ans à 4 000 ans, ce qui en ferait un des plus anciens arbres d'Italie.

## Nom
S'ozzastru n'est pas l'unique nom donné à cet olivier millénaire. Il en existe plusieurs autres dont l'oléastre, qui est la traduction française du nom sarde, ou encore des surnoms relatifs à son grand âge comme : Le grand patriarche (Il grande Patriarca en italien) ou L'olivier millénaire (olivastro millenario en italien).

## Description
L'arbre a une circonférence de 12 mètres (mesurée à la hauteur de 1,30 mètre) et 8 mètres de haut. Certaines sources évoquent une hauteur plus importante au-delà de 10 mètres,.

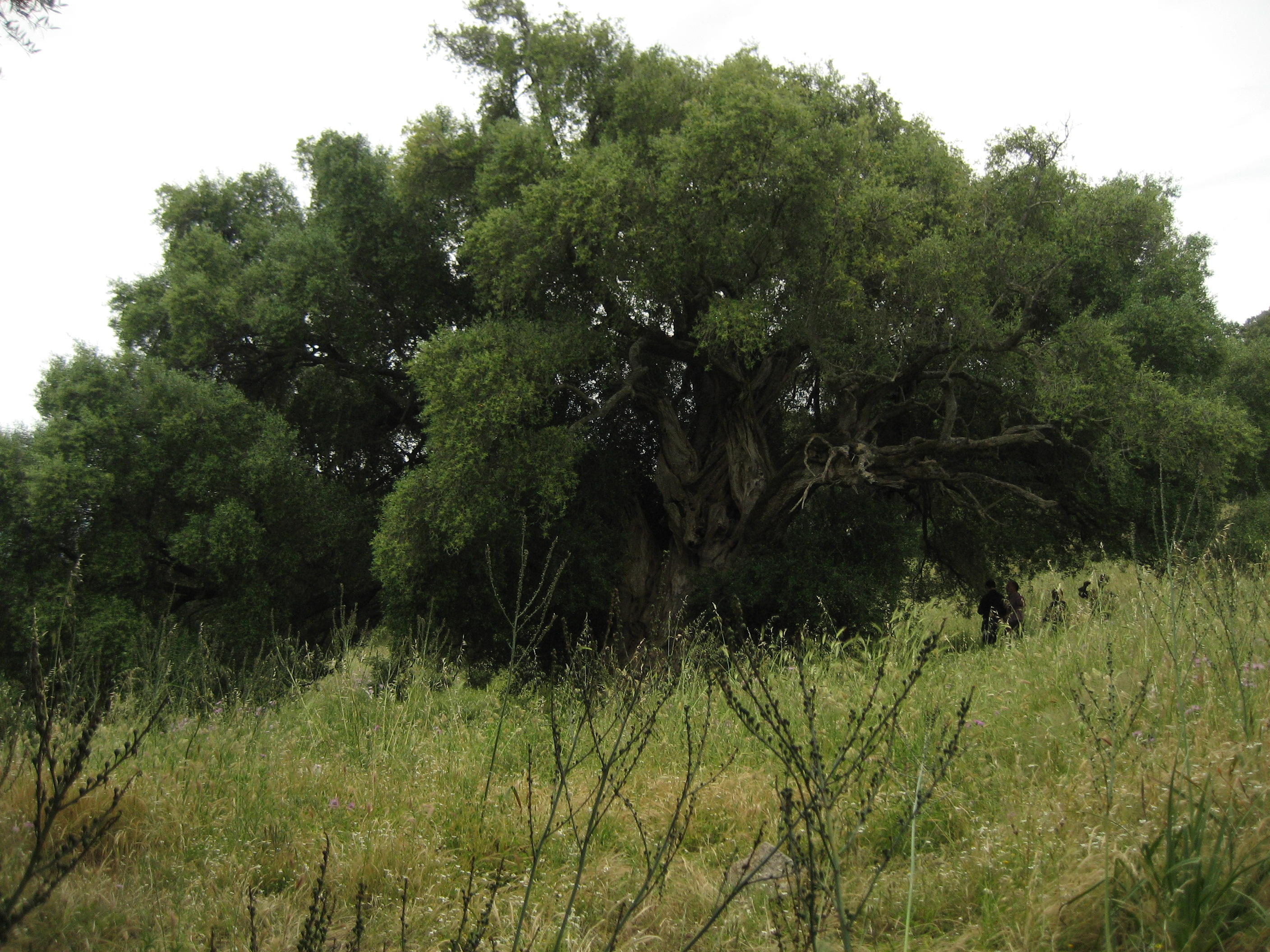
L'arbre en 2008
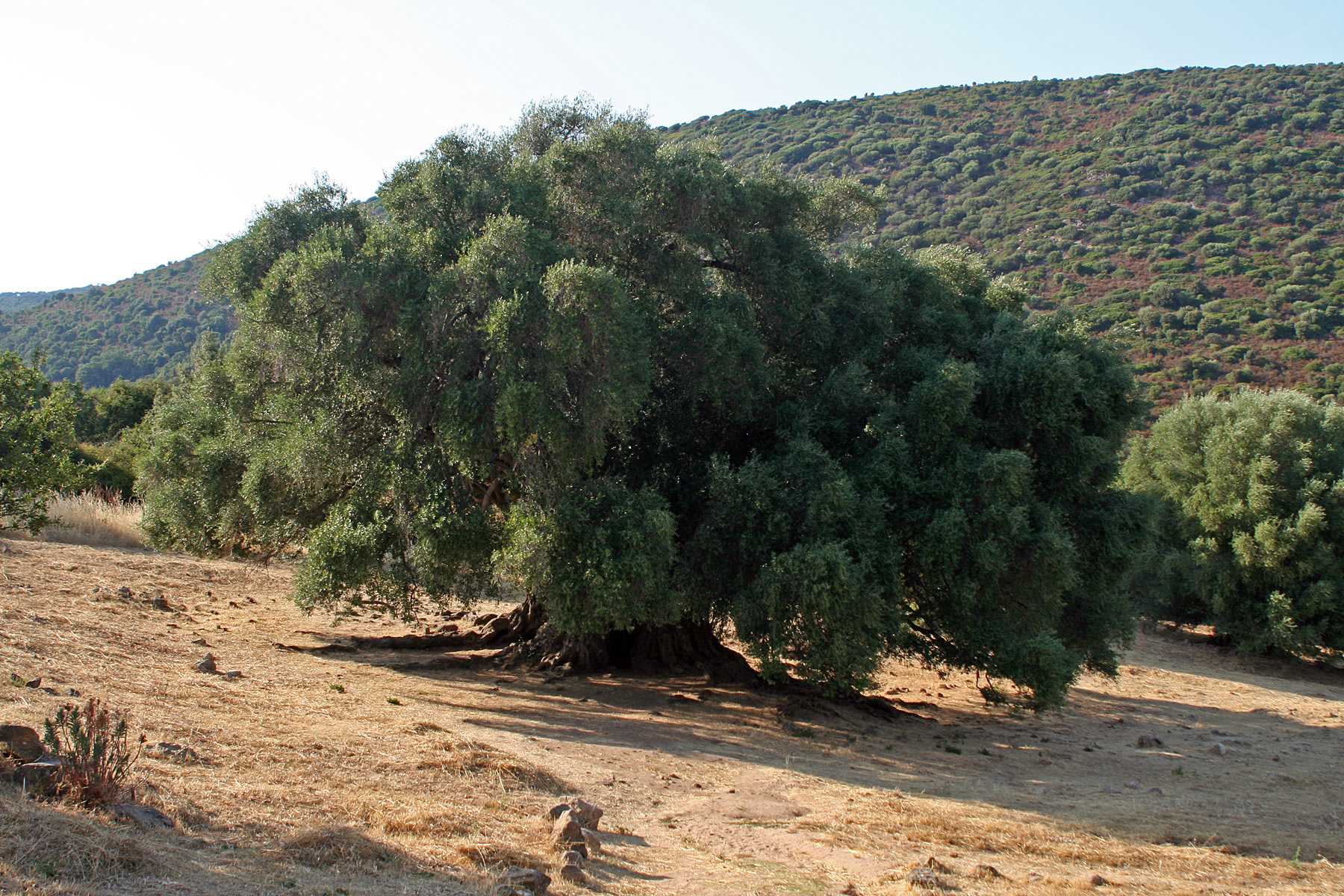
L'arbre en 2006
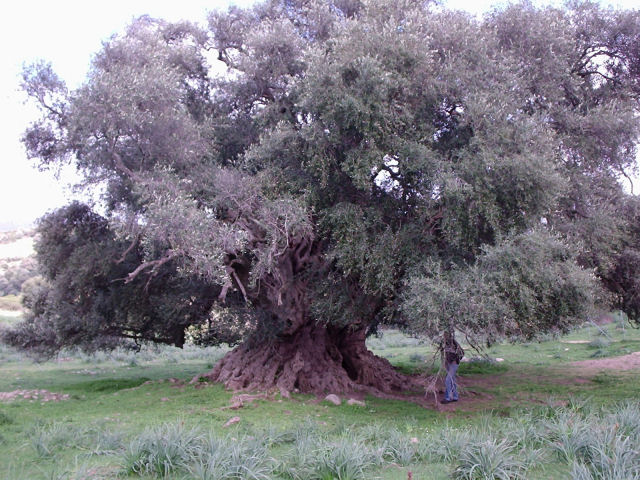
L'arbre en 2005 ou 2006

## Classement et maintien
En 1991, l'arbre est classé dans une liste de vingt arbres (un par région italienne) en tant que « représentant » sarde.
Selon le Corps forestier d’État italien, il serait le plus vieil arbre d'Italie avec 3 000 ans d’existence.
Depuis la seconde moitié des années 2000, une coopérative locale s'occupe du maintien de s'ozzastru et plus généralement de l’oliveraie de Santu Baltòlu di Karana qui a été victime de nombreux épisodes de vandalisme dans la dernière décennie. Elle organise ainsi des visites guidées.